# Nuttalliellidae
Nuttalliellidae es una de las tres familias de artrópodos acarinos que componen el orden Ixodida, orden que engloba a lo que popularmente se conoce como garrapatas. La familia Nuttalliellidae comprende a un único género, Nuttalliella, con una única especie conocida Nuttalliella namaqua.

## Nuttalliella namaqua
N. namaqua comparte varias características con las garrapatas de las familias Ixodidae (garrapatas duras), y Argasidae (garrapatas blandas), siendo descrita a veces como el eslabón perdido entre ambas familias. El análisis sistemático del ARN ribosomal 18S indica que todas las garrapatas son monofiléticas y que N. namaqua se encuentra ocupando una relación basal a las otras familias, sugiriendo un estrecho parentesco con el linaje de las garrapatas ancestrales.
Nuttalliella namaqua encuentra su hábitat en el sur del continente africano desde Tanzania hasta Namibia y en Sudáfrica. ha sido colocada en su propia familia, Nuttalliellidae. Puede ser distinguida de las garrapatas duras (Ixodidae) y blandas (Argasidae) por una combinación de características entre las que se incluyen la posición de los estigmas, la carencia de setas, un tegumento fuertemente corrugado, y la forma de las placas fenestradas.

## Historia
La primera descripción de la especie fue hecha por G.A.H. Bedford en 1931 y estuvo basada en un único ejemplar femenino recolectado bajo una piedra en Kamieskroon, en Little Namaqualand, por el Dr R.F. Lawrence en octubre de 1930.